# Río Volcán
Le Río Volcán est une rivière d'Argentine qui coule en Patagonie dans le département de Río Chico de la province de Santa Cruz. C'est l'affluent principal du lac Belgrano. 

## Géographie
Le río Volcán nait à l'extrémité orientale du lac Volcán  dont il est le seul émissaire. Long de 6 km, il est orienté du nord-ouest vers le sud-est. Peu après sa sortie du lac Volcán, il reçoit de gauche le río Lácteo. Il se jette dans le lac Belgrano au niveau de sa rive nord.   
Son bassin versant a une superficie de plus ou moins 500 km2.
Son parcours se déroule au sein du parc national Perito Moreno.

## Affluent
- Le río Lácteo (rive gauche) qui collecte les eaux du versant oriental du Cerro Penitentes (2 943 mètres).